# Tatort: Es ist böse
Es ist böse ist ein Fernsehfilm aus der Krimireihe Tatort. Stefan Kornatz’ Film ist der dritte Fall des Frankfurter Ermittlerteams Steier und Mey. Der vom Hessischen Rundfunk produzierte Beitrag wurde am 22. April 2012 auf Das Erste zum ersten Mal gesendet. In dieser 836. Tatort-Episode geht es um unvorstellbare Gewalt an Prostituierten, um Schmerz und die kranke Mentalität eines Täters, um Wahnvorstellungen und totale Hoffnungslosigkeit.

## Handlung
„Es ist böse“, ist das erste, was Kriminalhauptkommissar Frank Steier zu seiner Kollegin Kriminalhauptkommissarin Conny Mey sagt, als sie zu einem Tatort gerufen werden, der ihnen einiges abverlangt. Die Prostituierte Ramona Förster ist getötet worden. Die Frau wurde mit zahllosen Messerstichen malträtiert, sodass ihr Blut im ganzen Zimmer verteilt ist. Postmortal wurde ihr vom Mörder auch noch die Kehle durchschnitten. Als Kriminalhauptkommissar Erik Seidel als Unterstützung am Tatort eintrifft, führt das zu Differenzen zwischen ihm und Mey, beide können sich nicht besonders leiden. Seidel, der nach seiner Verstrickung im Fall Eine bessere Welt suspendiert worden war, soll eine neue Chance erhalten. Walter Hillinger, der Chef der Mordkommission, will sogar, dass Seidel den Fall leitet. Mey stellt sich jedoch quer und droht mit ihrem Weggang, wenn ihr der Fall entzogen werde. Sie erklärt sich jedoch einverstanden damit, dass der Kollege wegen seiner Erfahrung in ihrem Team arbeiten könne.
Seidel hat über den Polizeireporter Kurt Eggers in Erfahrung gebracht, dass vor sechs Monaten in Offenbach ein Mord an der Prostituierten Henrietta Lohse in ähnlicher Weise abgelaufen ist. Das könnte auf einen Serientäter hinweisen. Mey verfolgt die Spur zu Markus Förster, dem Ex-Ehemann der Toten, der innerhalb der Tatzeit eine Verabredung mit Ramona hatte und somit der Hauptverdächtige ist. Er wird beschattet, und als er im Appartement der Prostituierten Tanja Rose verschwindet, wird die Wohnung gestürmt, allerdings findet man dort beide lediglich beim Geschlechtsverkehr vor. Als man Tanja Rose nur knapp drei Stunden später ermordet auffindet, getötet auf dieselbe Weise wie Ramona Förster, behauptet Markus Förster verzweifelt, er sei nicht noch einmal bei ihr gewesen, er habe einen Riesenkrach mit seiner Frau Yasemin gehabt wegen der Ermittlungen gegen ihn. Steier, der die Täterprofile erstellt hat, ist der Ansicht, dass Förster als Täter nicht in Frage komme. Der Täter lasse seinen Frust an den Frauen aus, er sei sozial wahrscheinlich isoliert, vielleicht sogar gedemütigt. Bei Förster hingegen sei es so, dass er einen übermäßig starken Geschlechtstrieb habe, den er bei Prostituierten auslebe.
Inzwischen hat Eggers Kontakt zu Christian Rusnak aufgenommen, der sich unter anderem an seiner eigenen Nichte Henrietta Lohse vergangen hatte und kurz vor Beendigung seiner Strafe aus dem Gefängnis geflohen war. Rusnak kann ihn überlisten, und nun sitzt der Reporter ihm festgebunden auf einem Stuhl gegenüber. Er erzählt ihm, dass er nicht derjenige sei, der Nutten aufschlitze. Er habe zwar Henrietta und zwei weitere Frauen vergewaltigt und sei dafür eingesperrt worden, aber er habe etwas in sich, das man nicht wegsperren könne. Dann erschießt er sich vor den Augen des Reporters.
Kurz darauf wird Holger „MOG“ Ritter festgenommen, der im selben Haus wohnt wie Markus Förster. Er hat seine Freundin Rita Herfurth mit einer Axt bedroht. Sie habe ihn verlassen, gibt er als Grund an. Der linkisch wirkende Mann ist sichtbar gehemmt durch die Anwesenheit der Kommissarin. So vernehmen Steier und Seidel ihn allein. Unter anderem bringen sie in Erfahrung, dass er als Hilfsarbeiter einer Fabrik mit Verpackungsfolie zu tun hat, von der Spuren an den jeweiligen Tatorten sichergestellt worden sind.
Da jedoch eine Überprüfung seiner DNA mit den gefundenen Spuren an den Tatorten nicht übereinstimmt, müssen die Kommissare Ritter auf Anweisung Hillingers laufen lassen. Mey meint verzweifelt: „Da sitzt er vor uns, das ist er und wir müssen ihn laufen lassen. Das gibt’s doch nicht.“ Auch Steier ist ihrer Meinung, er meint, Ritter wickle sich in Frischhaltefolie ein, das sei sein Fetisch, deshalb gebe es auch keine DNA-Spuren von ihm.
Es kommt zu einem weiteren Mord an einer Prostituierten, Steier erklärt, dass es insoweit eine Abweichung vom Verhaltensmuster gebe, als der Täter bisher seine Waffe, ein Messer, stets mitgebracht habe. Diesmal sei er davon abgewichen und habe eine Waffe der Gelegenheit benutzt und der Frau dann den Schädel mit einem Hammer zertrümmert. Die Gewaltsteigerung sei in allen Fällen ähnlich, stets kam es zum Übertöten. Es gehe ihm um die Kategorie der Personifizierung, er habe kein klassisches Motiv, allein die Umsetzung seiner devianten sexuellen Phantasie, die er ausleben müsse, um sich Befriedigung zu verschaffen, sei sein Beweggrund.
Letztendlich überführt ein Strafzettel wegen Falschparkens den Täter – das Resultat ganzheitlicher und vorbildlicher Polizeirecherche. Als Steier und Mey Ritter in der Psychiatrie ausfindig machen, sehen sie sich mit einem geistig schwer kranken Mann konfrontiert, der aufgrund von Schuldunfähigkeit wohl nie wirklich wird belangt werden können. Steier will von ihm wissen, warum er den Frauen solch tiefe Kehlkopfschnitte zugefügt habe. „Da sitzt doch die Sprache“, bekommt er zur Antwort.

## Hintergrund
Es ist böse wurde unter dem Arbeitstitel Die Spur des Bösen in Frankfurt am Main, in der Umgebung von Frankfurt/Main, Offenbach am Main und Neu-Isenburg gedreht. Das Drehbuch basiert auf einer wahren Begebenheit aus dem Buch Auf der Spur des Bösen (Kapitel Serienmord: Muster gültig. Wie werden Phantasien tödlich?) des Profilers Axel Petermann.
Der arbeitslose und alkoholkranke Industrietischler Gerhard S., der von der Presse auch „Jack the Ripper von Bremen“ genannt wurde, tötete mit einem beidseitig geschliffenen Fahrtenmesser in den Jahren 1987 bis 1989 drei Prostituierte (Waltraut W., Heidemarie D. und Petra R.). Motiv war hingegen nicht ursächlich eine psychopathische Störung, sondern offenbar Raubmord, da die in Privatwohnungen arbeitenden Prostituierten am späten Nachmittag getötet wurden, wenn sie normalerweise ihre stärksten Umsätze gemacht hatten. 1992 stellte sich Gerhard der Polizei, da er die schwere Last seiner Tat nicht mehr aushalten konnte.
In dieser Tatort-Folge kehrt Kriminalhauptkommissar Erik Seidel ins Kommissariat zurück, der in der Folge Eine bessere Welt ein intimes Verhältnis mit einer Zeugin eingegangen war und tatrelevante Umstände verschwiegen hatte. Meys Verhältnis zu ihm ist angespannt, außerdem mag sie seine Art des Umgangs mit ihr nicht. Zum ersten Mal erfährt man auch etwas aus Steiers Privatleben. Als Mey ihn fragt, ob sie einmal eine persönliche Frage stelle dürfe, warum er eigentlich nie nach Hause gehe, antwortet Steier, da sei nichts, und verbessert sich dann, doch, da sei ein Freund. Er sucht ihn sogar mit Mey auf und sie erfährt, dass beide sich bei einem Fall kennenlernten, in dem er des Mordes und der Vergewaltigung verdächtigt wurde, woraufhin sich alle von ihm zurückgezogen hätten. Damals war er Friseur. Außerdem wird angedeutet, dass Mey dieser Fall so unter die Haut geht, weil sie selbst einmal mit häuslicher Gewalt zu tun hatte.

## Rezeption

### Einschaltquoten
Die Erstausstrahlung von Es ist böse am 22. April 2012 wurde in Deutschland von insgesamt 9,50 Millionen Zuschauern gesehen und erreichte einen Marktanteil von 25,8 % für Das Erste; in der Gruppe der 14- bis 49-jährigen Zuschauer konnten 3,14 Millionen Zuschauer und ein Marktanteil von 20,3 % erreicht werden. Es ist böse war damit am 22. April 2012 die meistgesehene Sendung im deutschen Fernsehen.

### Kritik
Die Süddeutsche Zeitung fasste diese Tatort-Folge in einem Satz zusammen:

„Ein paar Sekunden erzählen eine ganze Geschichte. Großartig.“

Sandra Kegel von der Frankfurter Allgemeinen Zeitung, war der Ansicht, „dass die Spannung nie von überästhetisierten Bildern erzeugt [werde]. Die Kamera bleib[e] nah bei den Menschen: den Opfern, den Verdächtigen, den Kommissaren.“ Und man stell[e] sich unweigerlich die Frage: „Was passiert, wenn einem das Böse begegnet?“

„Der Frankfurter ‚Tatort. Es ist böse‘ ist ein Meisterstück und kaum zu ertragen. Er geht auf eine wahre Begebenheit zurück, auf einen Fall grausamer Morde an Prostituierten.“

Torsten Thissen von der Tageszeitung Die Welt lobte den Film als „spannend, ohne Schnickschnack“, urteilte weiter, „gut für alle, die ihre Krimis gern blutig mögen, doch nicht nur für sie“ und kam zu dem Schluss: „Dieser Tatort ist ein richtig guter Film.“ und titelte „Nach diesem Tatort fällt das Einschlafen schwer“, was in erster Linie an Kunzendorf und Król liege, die spürbar Spaß an ihren Rollen [hätten] und wie echte Menschen sprechen [würden], statt Texte aufzusagen. Was jedoch fehle, sei der gesellschaftskritische Hintergrund, der ausgestreckte Zeigefinger, mit dem etwa Lena Odenthal oder das Duo Ballauf/Schenk den Zuschauer ins Bett schicken [würden]. Und fuhr fort:

„‚Es ist böse‘ kommt ohne die typischen Klischees deutscher Gutmenschen-Drehbuchautoren aus. Das ist erfrischend, auf der anderen Seite aber auch anstrengend. Tatsächlich muss man diesen Film gesehen haben.“